# Rochelle Hudson
Rochelle Hudson (Oklahoma City, 6 de março de 1916 - Palm Desert, 17 de janeiro de 1972) foi uma atriz estadunidense.
Hudson foi casada quatro vezes. Seu primeiro esposo foi Charles Brust. Em 1939 casou-se com Harold Thompson, que era o chefe do Departamento de História na Disney Studios. Ajudou Thompson, que estava fazendo um trabalho de espionagem no México como um civil durante a II Guerra Mundial. Eles se passaram por um casal de férias, percorrendo diferentes regiões do México, para detectar se havia alguma atividade de alemães nessas áreas. Uma de suas mais bem sucedidas férias descobriu uma fonte de gás de alto teste de aviação, ocultos por agentes alemães em Baja California.
Após seu divórcio em 1947, casou-se pela terceira vez no ano seguinte, com Dick Irving Hyland. O casamento durou dois anos antes e o casal se divorciou. Seu último casamento foi com Robert Mindell, um executivo do hotel. O casal permaneceu junto por oito anos antes de se divorciar em 1971.
Em 1972, Rochelle Hudson morreu de pneumonia, aos 55 anos.